# Hakusturu
 (juillet 2025).
Améliorez-le ou discutez des points à vérifier. 
 (juillet 2025).
 (avril 2025).
La mise en forme du texte ne suit pas les recommandations de Wikipédia : il faut le « wikifier ».
Les points d'amélioration suivants sont les cas les plus fréquents :
- Les titres sont pré-formatés par le logiciel. Ils ne sont ni en capitales, ni en gras.
- Le texte ne doit pas être écrit en capitales (les noms de famille non plus), ni en gras, ni en italique, ni en « petit »…
- Le gras n'est utilisé que pour surligner le titre de l'article dans l'introduction, une seule fois.
- L'italique est rarement utilisé : mots en langue étrangère, titres d'œuvres, noms de bateaux, etc.
- Les citations ne sont pas en italique mais en corps de texte normal. Elles sont entourées par des guillemets français : « et ».
- Les listes à puces sont à éviter, des paragraphes rédigés étant largement préférés. Les tableaux sont à réserver à la présentation de données structurées (résultats, etc.).
- Les appels de note de bas de page (petits chiffres en exposant, introduits par l'outil «  Source ») sont à placer entre la fin de phrase et le point final[comme ça].
- Les liens internes (vers d'autres articles de Wikipédia) sont à choisir avec parcimonie. Créez des liens vers des articles approfondissant le sujet. Les termes génériques sans rapport avec le sujet sont à éviter, ainsi que les répétitions de liens vers un même terme.
- Les liens externes sont à placer uniquement dans une section « Liens externes », à la fin de l'article. Ces liens sont à choisir avec parcimonie suivant les règles définies. Si un lien sert de source à l'article, son insertion dans le texte est à faire par les notes de bas de page.
- La présentation des références doit suivre les conventions bibliographiques. Il est recommandé d'utiliser les modèles {{Ouvrage}}, {{Chapitre}}, {{Article}}, {{Lien web}} et/ou {{Bibliographie}}. Le mode d'édition visuel peut mettre en forme automatiquement les références.
- Insérer une infobox (cadre d'informations à droite) n'est pas obligatoire pour parachever la mise en page.

Pour une aide détaillée, merci de consulter Aide:Wikification.
Si vous pensez que ces points ont été résolus, vous pouvez retirer ce bandeau et améliorer la mise en forme d'un autre article.
 (avril 2025).
Si vous disposez d'ouvrages ou d'articles de référence ou si vous connaissez des sites web de qualité traitant du thème abordé ici, merci de compléter l'article en donnant les références utiles à sa vérifiabilité et en les liant à la section « Notes et références ».
Hakutsuru (白鶴, « Grue blanche ») est un kata avancé des arts martiaux d’Okinawa, notamment du karaté. Il s’inspire du style chinois de la grue blanche, originaire de la province de Fujian en Chine. Le kata Hakutsuru est réputé pour sa technicité, sa fluidité, et sa rareté dans les programmes d’enseignement traditionnels.

## Origines
Le kata Hakutsuru trouve ses racines dans le style chinois du kung-fu de la grue blanche (Bai He Quan)[réf. nécessaire], transmis à Okinawa par des maîtres chinois tels que Gokenki, établi à Okinawa au début du XXe siècle[réf. nécessaire]. Il a également été influencé par des figures majeures du karaté d’Okinawa comme Matsumura Sōkon et Kenwa Mabuni[réf. nécessaire](fondateur du Shitō-ryū).
Plusieurs écoles d’arts martiaux, dont le Ryūei-ryū, conservent des versions spécifiques de ce kata. Certaines formes sont transmises de manière restreinte et confidentielle aux pratiquants avancés.[réf. nécessaire]

## Caractéristiques techniques
Hakutsuru se distingue par :
- Des postures sur une jambe, imitant la position d’attente de la grue ;
- L’utilisation de frappes rapides, de piques et de techniques avec mains ouvertes ;
- Une respiration synchronisée (ibuki), similaire à celle du kata Sanchin;
- Une gestuelle fluide et dissimulée, favorisant les feintes et les stratégies défensives ;
- L’accent mis sur la légèreté, la souplesse et l’équilibre.

## Variantes
Il n’existe pas de version unique standardisée du kata Hakutsuru. Plusieurs formes sont recensées :
- Hakutsuru Sho (petite grue)
- Hakutsuru Dai (grande grue)
- Rokkishu et Happoren, parfois considérés comme précurseurs du kata principal.

Chaque style ou lignée peut proposer une interprétation différente du kata, reflétant des éléments techniques et culturels propres à leur transmission.

## Transmission
Le kata Hakutsuru est généralement enseigné aux pratiquants de haut niveau (souvent 4e dan et plus). En raison de sa complexité technique et symbolique, il est souvent réservé aux disciples avancés et considéré comme un kata de « synthèse », regroupant des principes de nombreux autres katas.[réf. nécessaire]